# Cyclosorus
Cyclosorus är ett släkte av kärrbräkenväxter. Cyclosorus ingår i familjen Thelypteridaceae.

## Bildgalleri

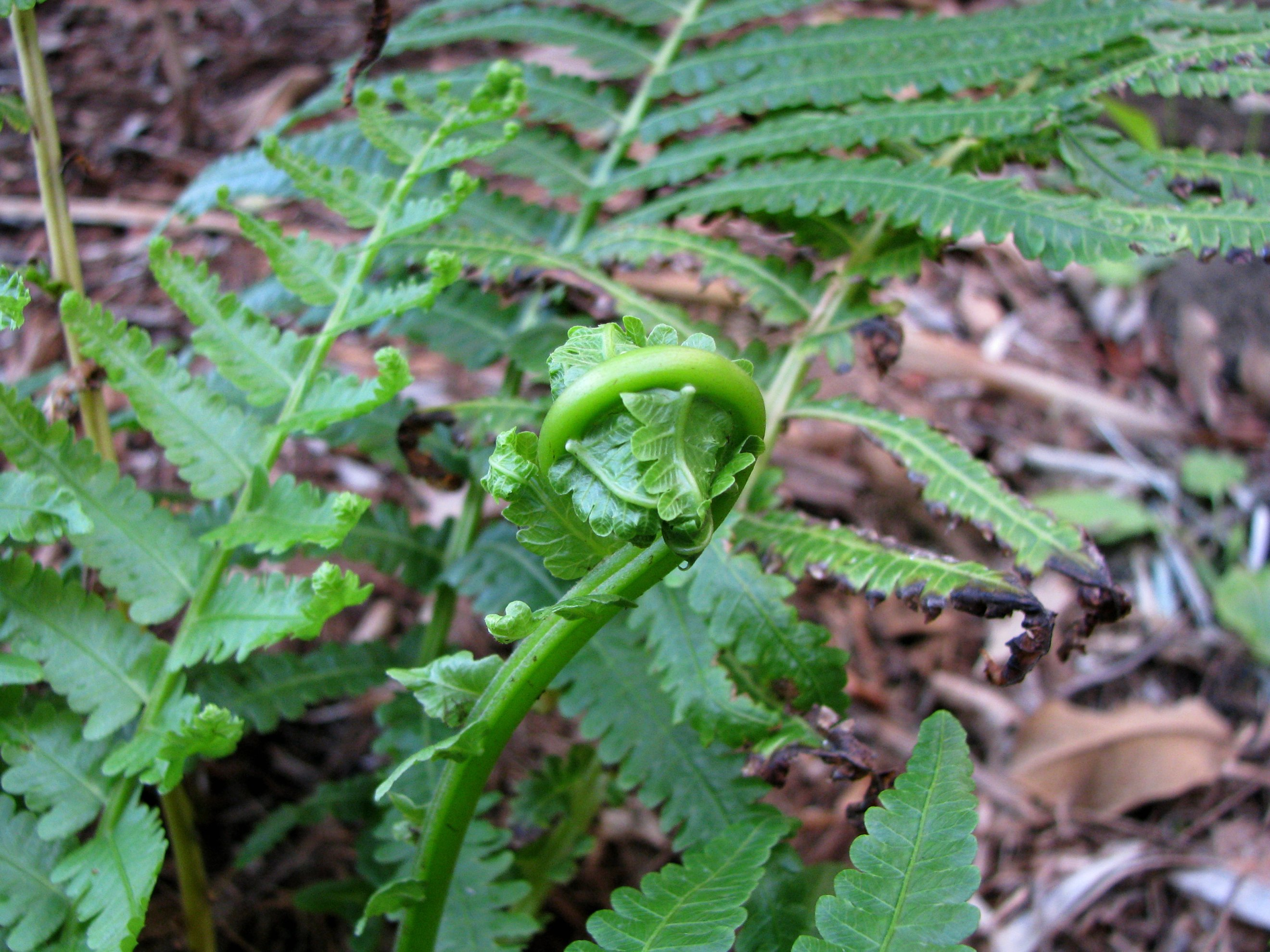
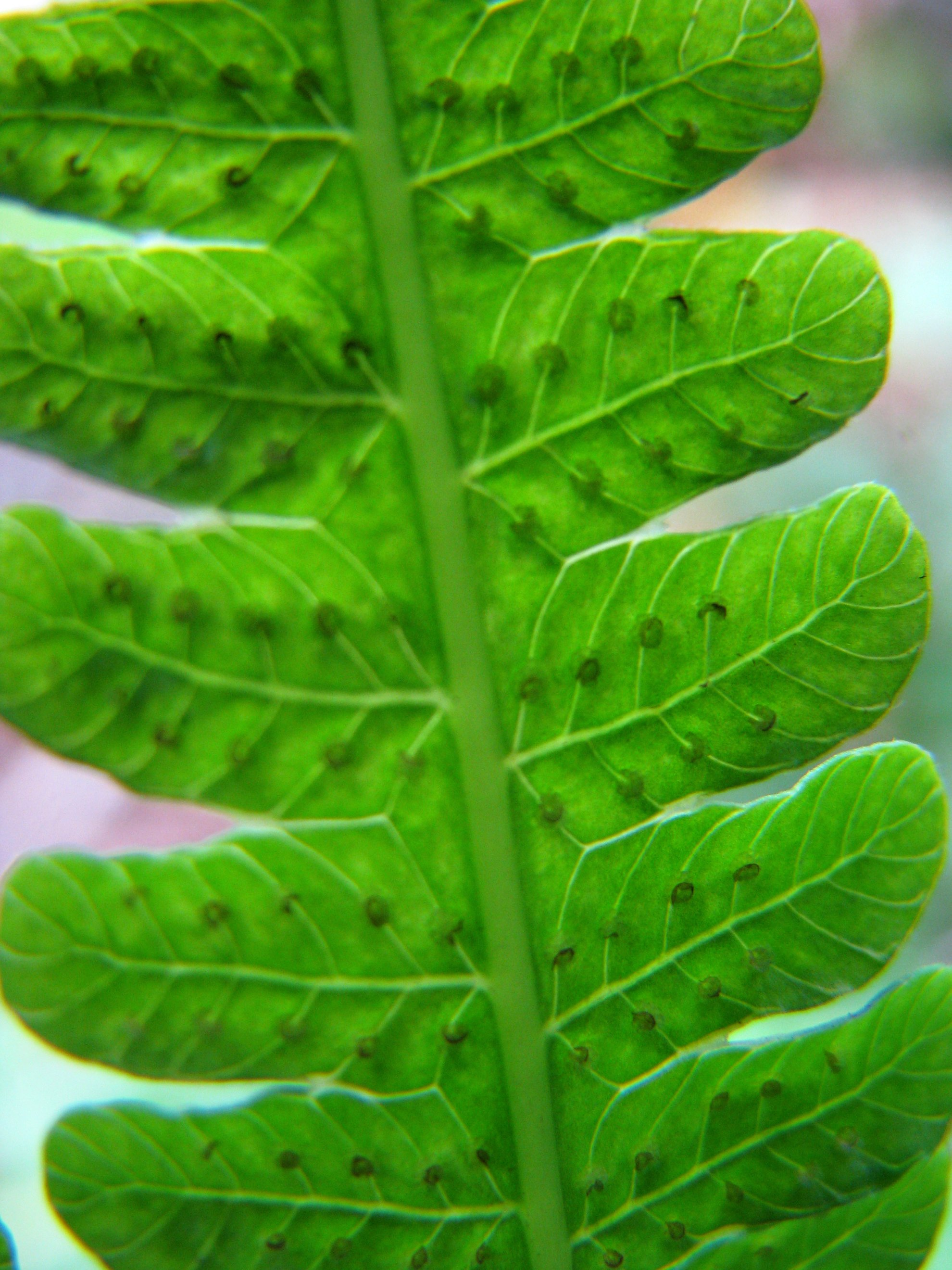
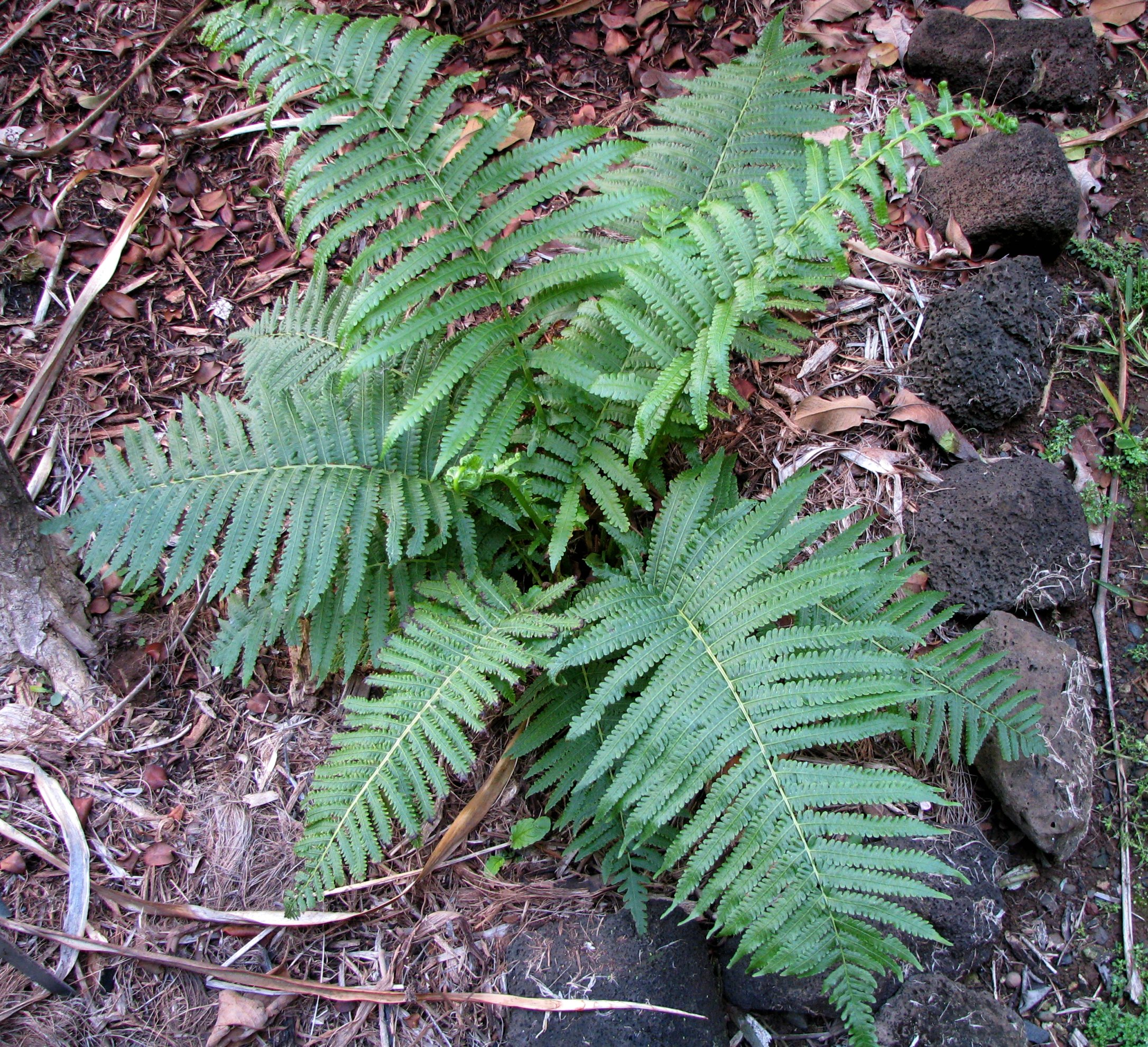
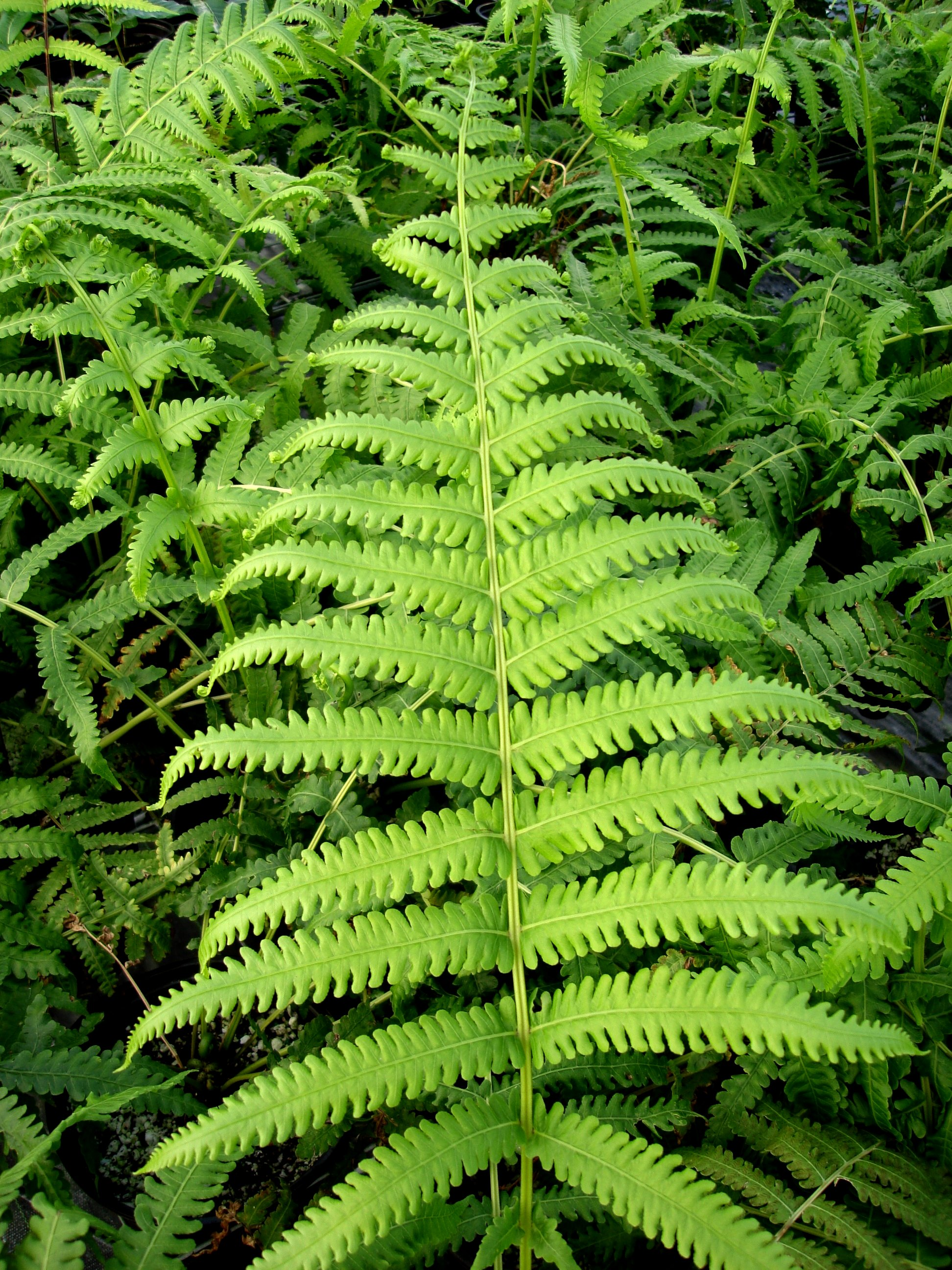
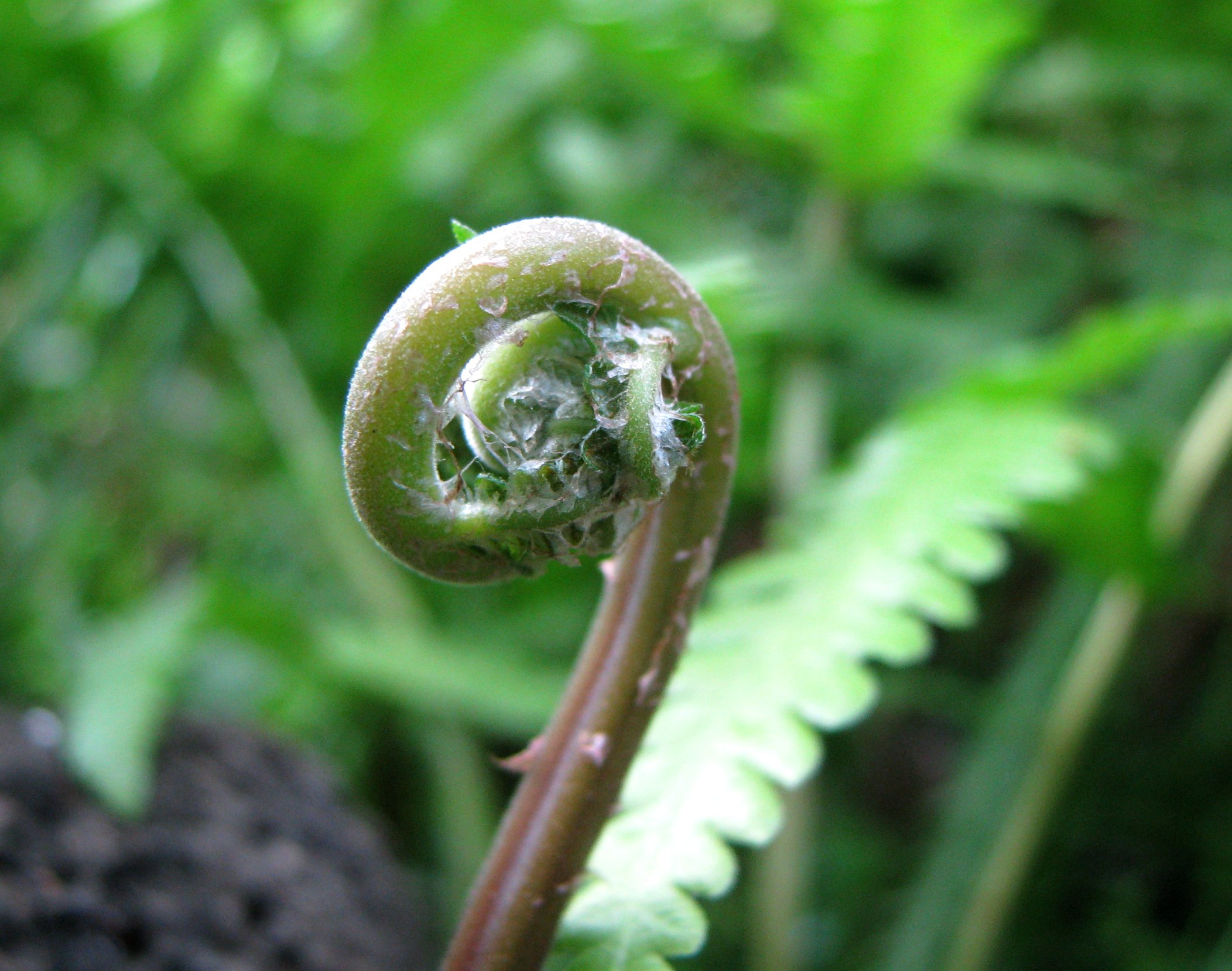
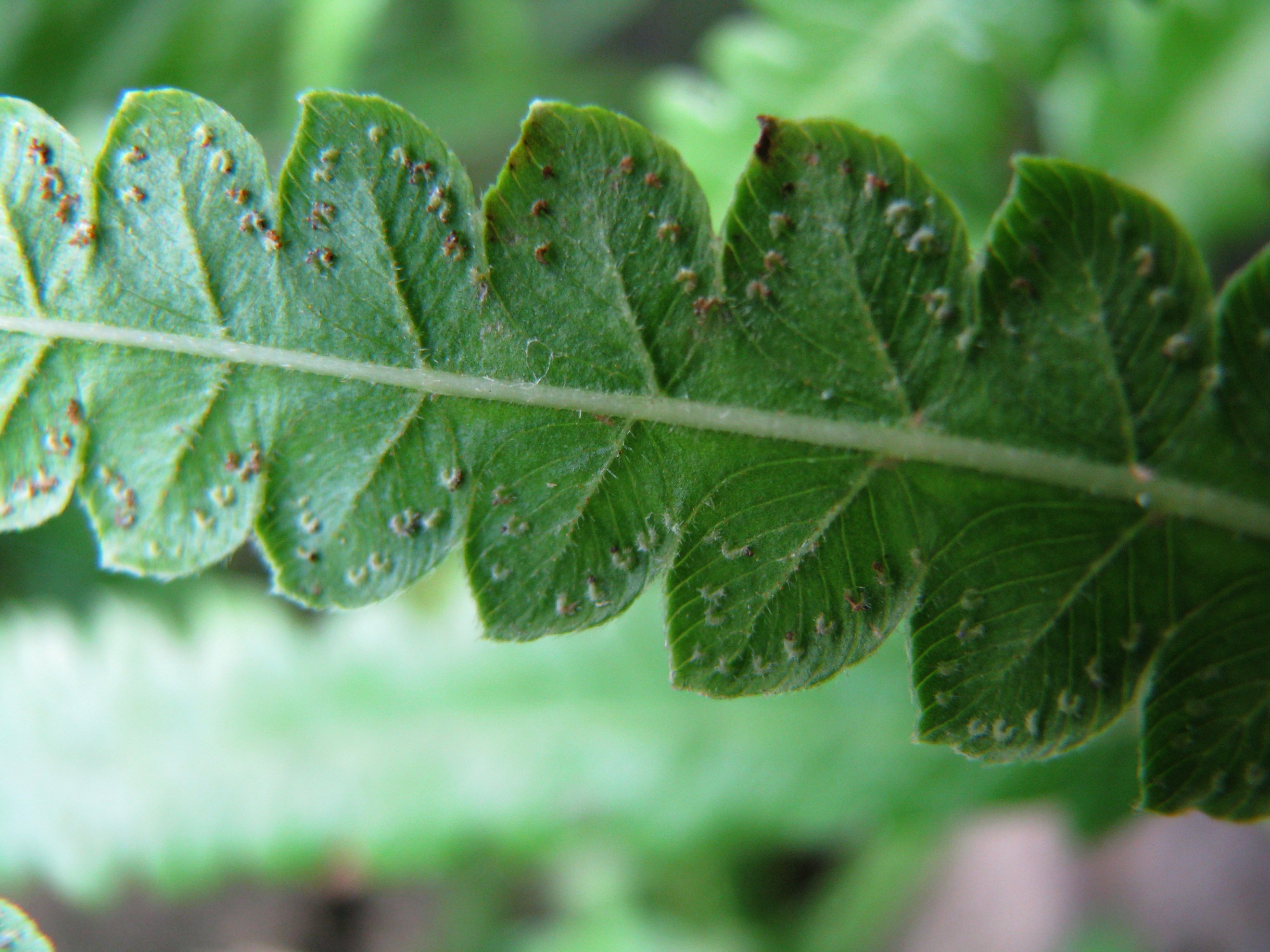

## Dottertaxa tillCyclosorus, i alfabetisk ordning[1]
- Cyclosorus acuminatus
- Cyclosorus adenopeltus
- Cyclosorus afzelii
- Cyclosorus alanii
- Cyclosorus albicaulis
- Cyclosorus albidipilosus
- Cyclosorus altissimus
- Cyclosorus angustipinnatus
- Cyclosorus arcuatus
- Cyclosorus aridus
- Cyclosorus attenuatus
- Cyclosorus augescens
- Cyclosorus balansae
- Cyclosorus berroi
- Cyclosorus blepharis
- Cyclosorus boninensis
- Cyclosorus boydiae
- Cyclosorus buchananii
- Cyclosorus burmanicus
- Cyclosorus burundensis
- Cyclosorus buwaldae
- Cyclosorus caii
- Cyclosorus callensii
- Cyclosorus calvescens
- Cyclosorus carolinensis
- Cyclosorus castaneus
- Cyclosorus ceramicus
- Cyclosorus chaseanus
- Cyclosorus clarkei
- Cyclosorus connexus
- Cyclosorus conspersus
- Cyclosorus contractus
- Cyclosorus cretaceus
- Cyclosorus crinipes
- Cyclosorus cuneatus
- Cyclosorus cyatheoides
- Cyclosorus darainensis
- Cyclosorus dentaridus
- Cyclosorus dentatus
- Cyclosorus depilatus
- Cyclosorus distans
- Cyclosorus distinctus
- Cyclosorus elatus
- Cyclosorus ensifer
- Cyclosorus evolutus
- Cyclosorus exindusiatus
- Cyclosorus florencei
- Cyclosorus friesii
- Cyclosorus fukienensis
- Cyclosorus goedenii
- Cyclosorus gorkhalensis
- Cyclosorus grandis
- Cyclosorus grandissimus
- Cyclosorus gretheri
- Cyclosorus guamensis
- Cyclosorus gueinziana
- Cyclosorus guineensis
- Cyclosorus gustavii
- Cyclosorus harveyi
- Cyclosorus hirtipes
- Cyclosorus hokouensis
- Cyclosorus immersus
- Cyclosorus incestus
- Cyclosorus inexspectatus
- Cyclosorus intermedius
- Cyclosorus interruptus
- Cyclosorus jaculodentatus
- Cyclosorus jaculosus
- Cyclosorus jinghongensis
- Cyclosorus kiauensis
- Cyclosorus kumaunicus
- Cyclosorus kunthii
- Cyclosorus lanosus
- Cyclosorus latipinnus
- Cyclosorus lebeufii
- Cyclosorus lenormandii
- Cyclosorus lindleyi
- Cyclosorus linii
- Cyclosorus longqishanensis
- Cyclosorus marquesicus
- Cyclosorus meeboldii
- Cyclosorus microbasis
- Cyclosorus minimus
- Cyclosorus modestus
- Cyclosorus molliusculus
- Cyclosorus moluccanus
- Cyclosorus molundensis
- Cyclosorus multifrons
- Cyclosorus namburensis
- Cyclosorus nanus
- Cyclosorus nanxiensis
- Cyclosorus nareshii
- Cyclosorus nepalensis
- Cyclosorus oligophyllus
- Cyclosorus omeigensis
- Cyclosorus opulentus
- Cyclosorus ovatus
- Cyclosorus pacificus
- Cyclosorus palmeri
- Cyclosorus papilio
- Cyclosorus papilioides
- Cyclosorus paracuminatus
- Cyclosorus parahispidulus
- Cyclosorus paraphysophorus
- Cyclosorus parasiticus
- Cyclosorus parvifolius
- Cyclosorus peekelii
- Cyclosorus perpubescens
- Cyclosorus procerus
- Cyclosorus procurrens
- Cyclosorus prolixus
- Cyclosorus pseudoaridus
- Cyclosorus pseudogueinzianus
- Cyclosorus pseudostenobasis
- Cyclosorus puberulus
- Cyclosorus pygmaeus
- Cyclosorus quadrangularis
- Cyclosorus queenslandicus
- Cyclosorus rupiinsularis
- Cyclosorus scaberulus
- Cyclosorus semisagittatus
- Cyclosorus serra
- Cyclosorus shimenensis
- Cyclosorus siamensis
- Cyclosorus sinodentatus
- Cyclosorus sledgei
- Cyclosorus subacutus
- Cyclosorus subattenuatus
- Cyclosorus subdentatus
- Cyclosorus subelatus
- Cyclosorus subjunctus
- Cyclosorus terminans
- Cyclosorus thailandicus
- Cyclosorus tildeniae
- Cyclosorus timorensis
- Cyclosorus tonkinensis
- Cyclosorus tuerckheimii
- Cyclosorus wailele
- Cyclosorus varievenulosus
- Cyclosorus wenzhouensis
- Cyclosorus wildemanii
- Cyclosorus wulingshanensis
- Cyclosorus yuanjiangensis
- Cyclosorus zeylanicus